# Achiel Buysse
Achiel Buysse, född den 20 december 1918 i Lochristi, död den 23 juli 1984 i Wetteren, var en belgisk landsvägscyklist som var professionell från 1938 till 1950. Hans främsta merit var de tre segrarna i Flandern runt 1940, 1941 och 1943 (den förste att vinna loppet tre gånger).

## Meriter
| 1938 Vinnare av etapp 2b i Tour de l'Ouest 3:a i Scheldeprijs 1939 Vinnare av Scheldeprijs 2:a i Omloop der Vlaamse Gewesten 4:a i Paris–Tours 1940 Vinnare av Flandern runt Vinnare av GP Stad Vilvoorde 3:a i Omloop der Vlaamse Gewesten 1941 Vinnare av Flandern runt 2:a i Ronde van Limburg 1942 Vinnare av Course dans Paris 2:a i Ronde van Limburg 1943 Vinnare av Flandern runt 2:a i Paris–Tours 2:a i Ronde van Limburg 4:a i Paris–Roubaix 7:a i linjelopp vid Belgiska mästerskapen 1946 Vinnare av Petegem-aan-de-Leie 5:a i Bryssel–Ingooigem 6:a i Gent–Wevelgem 8:a i Omloop der Vlaamse Gewesten | 1947 Vinnare av Bryssel-Oostende Vinnare av Omloop der Vlaamse Gewesten 2:a i Omloop van Oost-Vlaanderen 3:a i Omloop Het Volk 4:a i Omloop van het Houtland 5:a i Dwars door België 6:a i Gent–Wevelgem 6:a i Kampioenschap van Vlaanderen 8:a i Dokter Tistaertprijs 9:a i Kuurne–Bryssel–Kuurne 1948 Belgisk mästare i linjelopp Vinnare av Kuurne–Bryssel–Kuurne Vinnare av Scheldeprijs 6:a i Omloop van Oost-Vlaanderen 6:a i Omloop der Vlaamse Gewesten 7:a i La Flèche Wallonne 8:a i Gent–Wevelgem 1949 Vinnare av GP Victor Standaert 7:a i Omloop der Vlaamse Gewesten 9:a i Liège–Bastogne–Liège 9:a i Paris–Roubaix |